# Tiberio Claudio Liviano
Tiberio Claudio Liviano (latino: Tiberius Claudius Livianus; 45-50? – dopo il 108) è stato un militare e prefetto romano del pretorio sotto Traiano.

## Biografia
Claudio Liviano ricoprì la carica di prefetto del pretorio durante il principato dell'imperatore Traiano, di cui era amico. Fece parte dello stato maggiore del corpo d'armata che seguì l'imperatore durante la conquista della Dacia (dal 101 al 106). Si narra che durante la prima guerra dacica (nel 102), Claudio Liviano e Lucio Licinio Sura, furono inviati ad un incontro col re dei Daci, Decebalo, per trattare la resa. L'accordo non fu raggiunto e la guerra proseguì fino al termine di quell'anno.
Ricoprì inoltre il ruolo di legato della Germania Inferior.

### Fonti primarie
- Colonna di Traiano
- Cassio Dione Cocceiano, Storia romana, LVIII.

### Fonti secondarie
- Julian Bennet, Trajan, Optimus Princeps, Bloomington 2001. ISBN 0-253-21435-1
- Filippo Coarelli, La colonna Traiana, Roma 1999. ISBN 88-86359-34-9
- Guido Migliorati, Cassio Dione e l'impero romano da Nerva ad Antonino Pio – alla luce dei nuovi documenti, Milano 2003.
- András Mócsy, Pannonia and Upper Moesia, Londra 1974. ISBN 0-415-13814-0
- PIR (seconda edizione) C 0912